# Discestra mendica
Discestra mendica là một loài bướm đêm trong họ Noctuidae.